# Clossiana calida
Clossiana calida är en fjärilsart som beskrevs av Jachontov 1911. Clossiana calida ingår i släktet Clossiana och familjen praktfjärilar. Inga underarter finns listade i Catalogue of Life.